# Repište, Vladičin Han
Repište (izvirno srbsko Репиште) je naselje v Srbiji, ki upravno spada pod Občino Vladičin Han; slednja pa je del Pčinjskega upravnega okraja.

## Demografija
V naselju živi 299 polnoletnih prebivalcev, pri čemer je njihova povprečna starost 49,7 let (45,5 pri moških in 53,8 pri ženskah). Naselje ima 131 gospodinjstev, pri čemer je povprečno število članov na gospodinjstvo 2,63.
To naselje je, glede na rezultate popisa iz leta 2002, večinoma srbsko, a v času zadnjih treh popisov je opazno zmanjšanje števila prebivalcev.
|  |

| Demografija | Demografija     | Demografija     |
| Leto        | Št. prebivalcev | Št. prebivalcev |
| ----------- | --------------- | --------------- |
|             |                 |                 |
|             |                 |                 |
|             |                 |                 |
|             |                 |                 |
| 1948        | 984             |                 |
| 1953        | 968             |                 |
| 1961        | 883             |                 |
| 1971        | 733             |                 |
| 1981        | 600             |                 |
| 1991        | 481             | 475             |
| 2002        | 346             | 344             |
|             |                 |                 |

| Etnična sestava po popisu iz leta 2002 | Etnična sestava po popisu iz leta 2002 | Etnična sestava po popisu iz leta 2002 | Etnična sestava po popisu iz leta 2002 | Etnična sestava po popisu iz leta 2002 |
| -------------------------------------- | -------------------------------------- | -------------------------------------- | -------------------------------------- | -------------------------------------- |
| Srbi                                   | Srbi                                   |                                        | 342                                    | 99,41%                                 |
| Neznano                                | Neznano                                |                                        | 0                                      | 0,0%                                   |